# Station Grybów
Station Grybów is een spoorwegstation in de Poolse plaats Grybów.